# ایی نائوئوکی

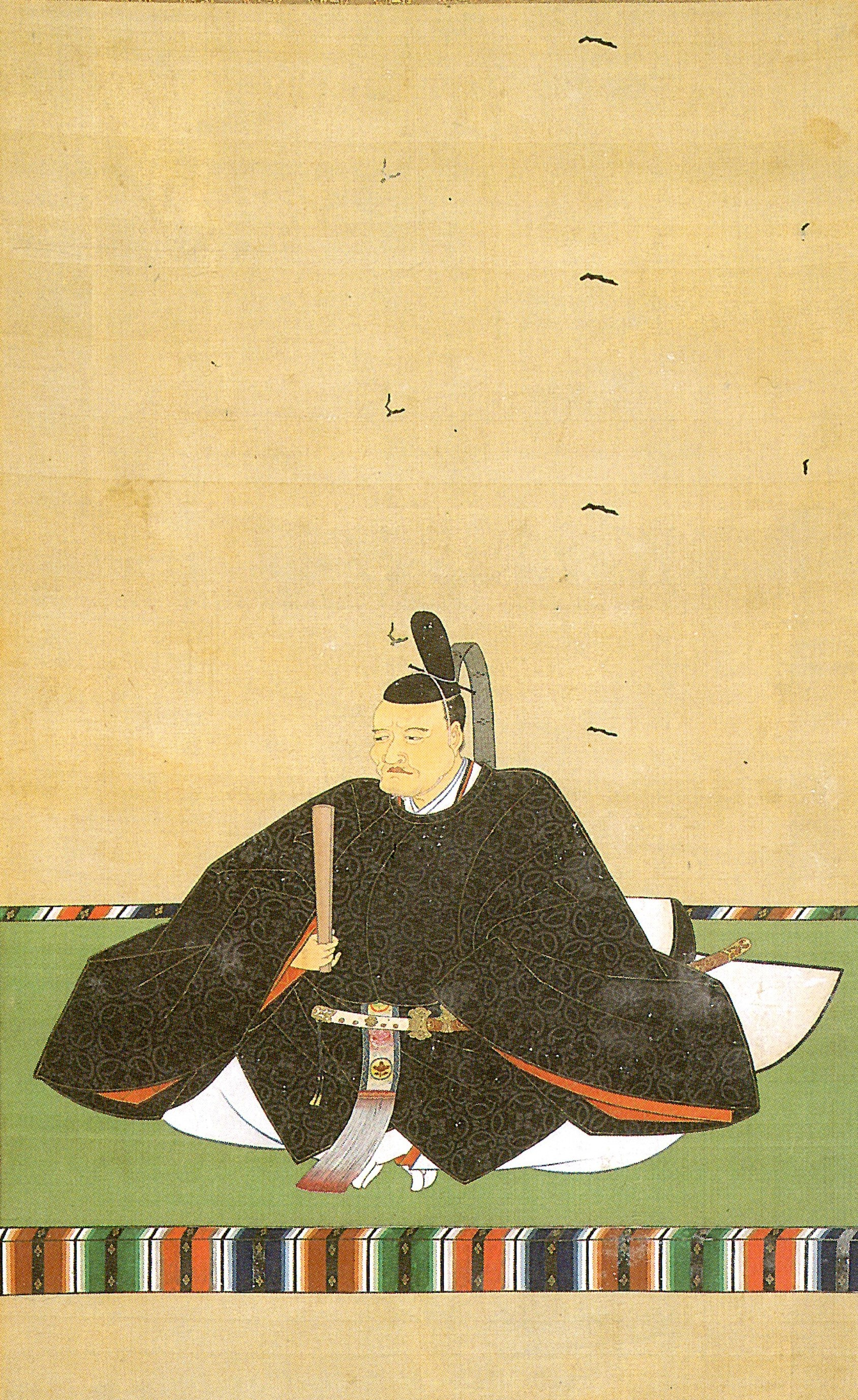

ایی نائوئوکی (به ژاپنی: 井伊 直興 いい なおおき)، تولد ۱۶۵۶ (میلادی)- مرگ ۱۷۱۷ (میلادی)، او یک دایمیوهای فودای (ارباب فئودال) از اوایل تا اواسط دوره ادو بود. او به عنوان تایرو (مشاور بزرگ) شوگون‌سالاری ادو خدمت می‌کرد. پنجمین و هشتمین اربابقلمرو هیکونه در ولایت اومی بود. همچنین با نام‌های نائوهارو و نائوموری شناخته می‌شد. پسر ارشد ایی نائوناوا. رتبه رسمی او شوشی جو ساچوجو و سوبه نو کامی بود. او جد بزرگ بزرگ ایی نائوسوکه بود.